# Goianésia (kommun)
Goianésia är en kommun i Brasilien.   Den ligger i delstaten Goiás, i den centrala delen av landet, 140 km väster om huvudstaden Brasília. Antalet invånare är 59 545.
Följande samhällen finns i Goianésia:
- Goianésia

Omgivningarna runt Goianésia är huvudsakligen savann. Runt Goianésia är det ganska glesbefolkat, med 34 invånare per kvadratkilometer.